# Municipio de Holden (Minnesota)
El municipio de Holden (en inglés: Holden Township) es un municipio ubicado en el condado de Goodhue en el estado estadounidense de Minnesota. En el año 2010 tenía una población de 454 habitantes y una densidad poblacional de 4,86 personas por km².

## Geografía
El municipio de Holden se encuentra ubicado en las coordenadas 44°19′37″N 92°58′51″O / 44.32694, -92.98083. Según la Oficina del Censo de los Estados Unidos, el municipio tiene una superficie total de 93.37 km², de la cual 93,36 km² corresponden a tierra firme y (0,01 %) 0,01 km² es agua.

## Demografía
Según el censo de 2010, había 454 personas residiendo en el municipio de Holden. La densidad de población era de 4,86 hab./km². De los 454 habitantes, el municipio de Holden estaba compuesto por el 99,12 % blancos, el 0,66 % eran asiáticos y el 0,22 % eran de una mezcla de razas. Del total de la población el 0 % eran hispanos o latinos de cualquier raza.